# Максимович, Ивана
Ивана Максимович (серб. Ивана Максимовић; род. 2 мая 1990, Белград) — сербский стрелок, серебряная медалистка Олимпийских игр 2012 года в Лондоне в стрельбе с трёх позиций с 50 метров. Дочь легендарного югославского стрелка Горана Максимовича, чемпиона Олимпиады в Сеуле в стрельбе с 10 метров.

## Карьера
В стрелковом спорте с 2002 года. Спортсменка клуба «Нови Београд Ушче». Одержала многочисленные победы на юниорских и молодёжных соревнованиях, после чего вошла в основной состав сербской сборной. В 2010 году завоевала свою первую медаль в карьере — «бронзу» на чемпионате мира 2010 в Мюнхене в стрельбе с 50 метров (командные соревнования). Через год взяла награду того же достоинства на этапе Кубка мира в Южной Корее (стрельба с 10 метров в командных соревнованиях), на чемпионате Европы 2012 года в Финляндии взяла «серебро» в той же категории.
На Олимпийских играх 2012 года в стрельбе с трёх позиций с 50 метров, проходивших 4 августа, завоевала серебряную медаль. Эта медаль стала по счёту сотой для Сербии за всё время выступлений на Олимпийских играх.

## Вне спорта
Любимая книга — «Анна Каренина», любимый стиль музыки — хеви-метал. Своим кумиром считает теннисиста Новака Джоковича.
В 2015 году вышла замуж за баскетболиста Данило Анджушича.